# Da dove veniamo? Chi siamo? Dove andiamo?
Da dove veniamo? Chi siamo? Dove andiamo? è un dipinto del pittore francese Paul Gauguin, realizzato nel 1897 e conservato al Museum of Fine Arts di Boston.

## Storia
L'opera, che pone i massimi quesiti esistenziali dell'uomo, fu dipinta dall'artista a Tahiti in un momento assai delicato della sua vita: prima di un tentativo non riuscito di suicidio (l'artista era malato, aveva seri problemi al cuore ed era sifilitico, in lotta con le autorità locali ed isolato sia fisicamente che artisticamente). Ad aggravare le cose, giunse a Gauguin la notizia della morte della figlia prediletta Aline, avvenuta pochi mesi prima. Il dolore per la perdita spinse l'artista a creare un'opera di grandi dimensioni (la più grande del suo opus) che fosse una riflessione sull'esistenza, un testamento spirituale e quindi una summa di tutte le sue ricerche cromatiche e formali degli ultimi otto anni. 
In questa pirotecnia di luttuosi eventi Gauguin volle mettere mano ad un quadro che, agendo come un vero e proprio «testamento spirituale», riuscisse a condensare la sua visione sull'arte. Egli descrisse per la prima volta Da dove veniamo? Chi siamo? Dove andiamo? in una lettera indirizzata all'amico Daniel de Monfreid; dopo alcuni schizzi preparatori, il pittore vi lavorò notte e giorno per circa un mese, imponendosi un ritmo di lavoro frenetico che finì col prostrarlo. Fu così che, ritenendosi incapace di finire il dipinto, Gauguin tentò di suicidarsi ingerendo arsenico, ma la dose troppo forte e presa di getto determinò un forte vomito che annullò l'effetto del veleno. In un paradiso tropicale che si era lentamente tramutato in inferno Gauguin ebbe la forza di infondere in questo quadro tutta la carica grezza e veemente delle sue pennellate e, ovviamente, del suo temperamento. «Prima di morire» osservò «ho trasmesso in questo quadro tutta la mia energia, una così dolorosa passione in circostanze così tremende, una visione così chiara e precisa che non c'è traccia di precocità e la vita ne sgorga fuori direttamente». Gauguin, detto in altre parole, voleva che questo quadro potesse «essere paragonabile al Vangelo», calandosi dunque nel mistico ruolo di Cristo, vittima e redentore al tempo stesso, in ciclica fuga dal labirinto della civilizzazione occidentale.
Il dipinto, che come precisò lo stesso Gauguin fu realizzato au premier coup, «sulla punta del pennello, su una tela di Juta di  sacchi piena di nodi e di rugosità» fu poi arrotolato e spedito a Parigi al mercante d'arte Ambroise Vollard insieme ad altre opere coeve recanti un tema analogo. Vollard, uomo animato da uno spiccato fiuto per gli affari e dal coraggio di proporre novità pittoriche al pubblico (rimarchevole la sua vicinanza alle sperimentazioni formali dei cubisti), stipulò così un contratto redditizio col Gauguin, assicurandosi l'esclusiva della sua opera. Quando l'opera fu esposta a Parigi, tuttavia, furono molti i critici a restare spiazzati dall'arcana enigmaticità del dipinto, che suscitò timidi apprezzamenti solo per la sua veste cromatica e compositiva. Si legga il commento di André Fontainas sul Mercure de France:  
(André Fontainas)
Se l'esposizione di Da dove veniamo? Chi siamo? Dove andiamo? fu accompagnata da molte perplessità, nulla bastò a spegnere il fervoroso entusiasmo di Charles Morice, intimo amico di Gauguin che, ritenendo tale opera di particolare pregio artistico, accettò di promuovere una sottoscrizione pubblica finalizzata a consacrarla all'universalità del museo. Pienamente consapevole della propria confezione sbrigativa, poi, Gauguin non esitò a corredare tale sottoscrizione con una descrizione dell'opera, che riporteremo nel paragrafo successivo, dove la risonanza suggestiva del suo contenuto è potenziata grazie allo svolgimento narrativo di alcuni spunti. Anche questo tentativo, tuttavia, non bastò a destare i critici d'arte dal loro sonno intellettuale e naufragò contro lo scoglio dell'eccessiva arditezza pittorica e contenutistica del dipinto, che fu clamorosamente rifiutato. Ambroise Vollard, alla fine, riuscì a vendere la tela per ben duemilacinquecento franchi a Gabriel Frizeau: dopo esser pervenuta alla Marie Harriman Gallery di New York nel 1936, infine, il dipinto fu acquistato il 16 aprile dello stesso anno dal Museum of Fine Arts di Boston, dov'è tuttora esposto.

## Descrizione
È lo stesso Gauguin a guidare l'osservatore nell'interpretazione dell'opera con un testo di suo pugno, che riportiamo di seguito:
(Paul Gauguin)
La domanda estetica fondamentale di questo dipinto trova la sua ragione nel potere di enigmaticità racchiuso nelle varie figure che, succedendosi come in un fregio antico, si configurano come un'indagine figurativa e razionale intorno agli interrogativi di fondo che l'uomo si è da sempre posto su sé stesso: «Da dove veniamo?», «Chi siamo?» e «Dove andiamo?», per l'appunto. Sono diversi i modelli ai quali Gauguin si è rifatto per l'esecuzione di questo dipinto: la raggiera di riferimenti figurativi, anzi, è incredibilmente vasta, e trapassa i fregi del Partenone, le mummie peruviane precolombiane, i dipinti di Manet e di Puvis de Chavannes e i bassorilievi di Borobudur, giusto per citare le fonti più note.

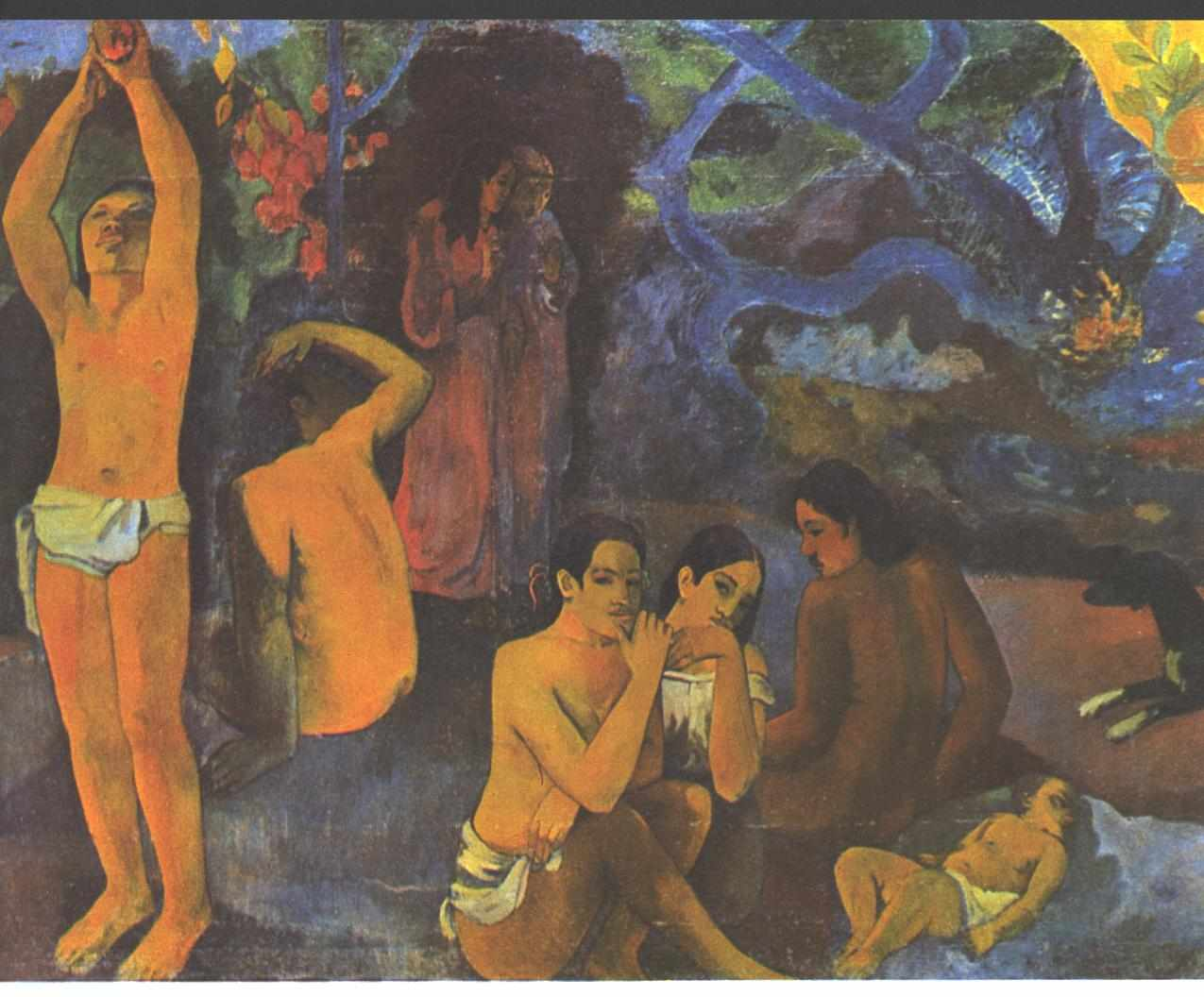
Da dove veniamo? Che siamo? Dove andiamo?, dettaglio della porzione destra del quadro

Iniziamo ora la lettura del dipinto, che va affrontata alla maniera orientale, ovvero procedendo da destra verso sinistra. «Da dove veniamo?»: la risposta a questo pregnante interrogativo ci viene fornita dal neonato in fasce all'estrema destra che, disteso sul manto erboso, si gode il suo primo giorno di vita, ancora sospeso nel mondo delle illusioni e dei furori giovanili, alludendo così alla gioventù che coglie la parte migliore dell'esistenza. Questo fanciullo, tuttavia, potrebbe anche richiamare il peccato originale: Gauguin è volutamente ambiguo sul significato delle sue figure, e l'opera può di fatto essere interpretata e fruita in vari modi secondo la personale sensibilità di ognuno («il mio sogno non si lascia catturare, non ha alcuna allegoria; è un poema musicale e fa a meno di qualsiasi libretto ... l’essenziale in un'opera d’arte è in quello che non è espresso» disse l'artista a tal proposito). «Al contrario di un’allegoria, in cui ogni elemento ha un suo significato simbolico e tutti insieme formano una storia di cui lo spettatore può comprendere il significato» commenta Patrizia «qui siamo di fronte a una visione complessa, fatta di sensazioni sovrapposte e intrecciate (di tempo, di spazio, di colore, di musica), più che di ragionamento. Il migliore modo per leggerla è dunque quello di avvicinarvisi senza alcuno schema interpretativo e lasciarsi catturare dalla sua magia evocativa».
Il respiro filosofico del quadro, poi, viene ampliato dalla seconda domanda posta dal titolo: «Cosa siamo?». A questo punto, procedendo verso sinistra, interviene il meraviglioso palcoscenico della natura, dove la commedia umana, tra mito, realtà e sogno, si perpetua dalla notte dei tempi. A destra tre donne vegliano sul bambino e alimentano con l'osservatore un dialogo di soli sguardi: i loro atteggiamenti corporei sono meditativi e sensuali al tempo stesso (quella a destra è completamente nuda, mentre quella di sinistra, pur coprendosi i seni con il braccio, non esita a portarsi con voluttà la mano alla bocca). L'attenzione del fruitore del dipinto, tuttavia, viene polarizzata soprattutto dal giovinetto al centro che, senza curarsi di essere osservato, tende le braccia verso l'alto e raccoglie un frutto. Il ventaglio di interpretazioni di questa figura si rivela ampio e variato, siccome tale gesto potrebbe alludere al momento della procreazione - atto con il quale un uomo vede, in un certo senso, i propri «frutti» - ma anche alla vigoria della gioventù, età della vita umana nella quale si è notoriamente più lieti e spensierati. Certo, la forza gioiosa giovanile è sempre pacatamente velata da un sentimento di malinconia, dettato dall'incertezza del domani e dall'impossibilità di rispondere a quesiti esistenziali così pregnanti come quelli proposti dal quadro: si osservino, ad esempio, le due ragazze vestite di porpora, probabilmente intente a discutere sul perché della vita, oltre che su progetti di ieri e di domani. Alcuni critici, affascinati dal gesto di cogliere il frutto, ne hanno tuttavia avanzato anche un'interpretazione di stampo religioso, che si riallaccerebbe così alla nozione cristiana del peccato, ben esemplificata nell'infrazione biblica compiuta da Eva quando assaporò la mela dell'albero proibito. La tela, d'altronde, è aperta anche ai rimandi religiosi, tanto che sullo sfondo troviamo la statua blu della dea lunare Hina, colta con le braccia levate e già oggetto di raffigurazione pittorica in Gauguin in Hina te Fatou.

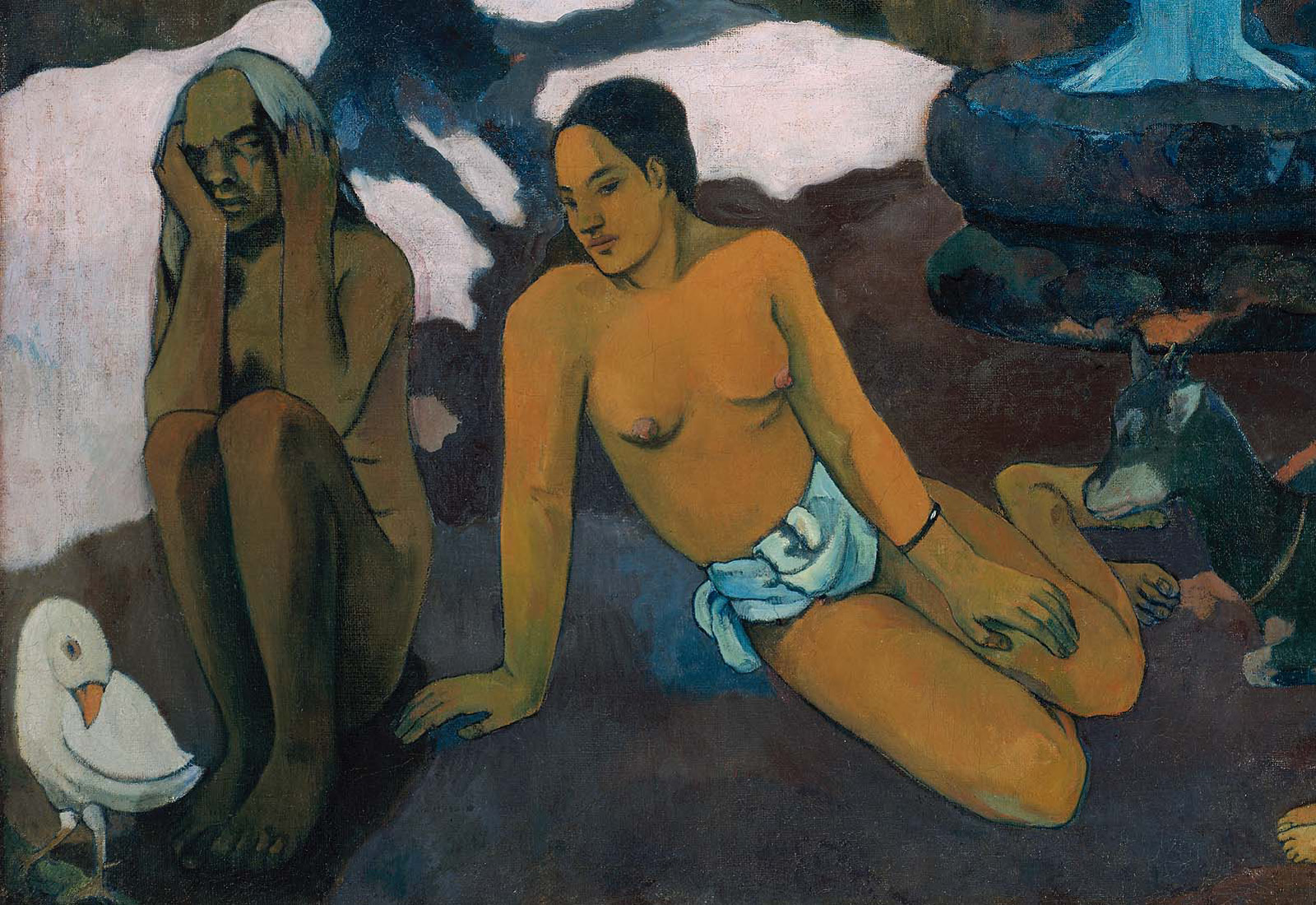
Da dove veniamo? Che siamo? Dove andiamo?, dettaglio della porzione sinistra del quadro

Sembrerebbe quasi che Gauguin volesse suggerire che le peripezie umane, nonostante la loro tumultuosità, sono prive di sofferenze in quanto possono godere della benefica tutela delle divinità. In realtà non è così: le figure di Da dove veniamo? Chi siamo? Dove andiamo?, proprio in virtù del loro essere uomini, sono soggette alla ferrea legge che regola gli accadimenti umani e la loro ineluttabile e perenne dinamica. In questo quadro, insomma, le stagioni della vita si succedono incessantemente, tra angosce e speranze, sino a degenerare nella vecchiaia. «Dove andiamo?»: a questo ultimo, fondamentale interrogativo è dedicata la porzione sinistra della tela, dove troviamo rannicchiata una vecchia in posizione quasi fetale, con le braccia svigorite oppresse sul volto. Quest'anziana signora è investita dallo straziante assalto dei ricordi insorgenti, dei rimpianti e dei rimorsi: la sua giornata terrena sta per concludersi, ed è tremendamente spaventata dal destino ignoto che la attende, ovvero la morte. La fanciulla distesa al suo fianco prova compassione per il torpido e soffocante cumulo di ricordi che angoscia la vecchia, tanto che la guarda intensamente, impensierita, nonostante presenti il corpo rivolto verso la giovinezza gioiosa e effimera che si dipana alla sua sinistra. L'opera, malgrado i suoi pregnanti contenuti filosofici, è particolarmente interessante anche per la sua tecnica pittorica. Le varie figure si susseguono infatti secondo un andamento orizzontale, che ricorda i fregi greci, e sembrano quasi ritagliate e incollate sul secondo, prive come sono di profondità prospettica. L'esigenza di rappresentare la natura in modo realistico - si guardi il bambino a sinistra, accompagnato da due splendidi gattini - si dissolve in una tavolozza clamorosamente antinaturalistica, che vuole evocare più che descrivere: i blu, verdi, marroni scelti da Gauguin, infatti, sono altamente espressivi e si risolvono in eleganti arabeschi (ben visibili nello sfondo) non immuni da suggestioni musicali.